# Місія Африканського союзу в Сомалі
Місія Африканського союзу в Сомалі (AMISOM) — миротворча операція Африканського союзу, проваджена в Сомалі з 2007 року і мала завдання відновлення миру в країні де протягом багатьох років триває громадянська війна. Місія була санкційована Радою Безпеки ООН відповідно до глави VIII в Статуті Організації Об'єднаних Націй по резолюції 1744. Діяла березень 2007 — 31 березня 2022 року.

## Склад
| Країна                    | Озброєний персонал | Озброєний персонал | Втрати        | Втрати                          |
| Країна                    | Війська            | Поліція            | Вбито         | Пропали безвісти або захоплені  |
| ------------------------- | ------------------ | ------------------ | ------------- | ------------------------------- |
| Збройні сили Уганди       | 6,223              | 201                | 110-2,700+    |                                 |
| Збройні сили Бурунді      | 5,432              |                    | 95+           | 4 зниклих безвісти, 1 полонений |
| Збройні сили Ефіопії      | 4,395              |                    | 2+ (імовірно) |                                 |
| Збройні сили Кенії        | 3,664              | 48                 | 36–118        |                                 |
| Збройні сили Джибуті      | 960                |                    | 8+            |                                 |
| Збройні сили Сьєрра-Леоне | 0 (раніше 850)*    | 47                 | 1             |                                 |
| Поліція Нігерії           |                    | 200                |               |                                 |
| Поліція Гани              |                    | 56                 |               |                                 |
| Всього                    | 20,674             | 550+               | 1,108-3,000+  | 5                               |

- Причиною виведення військ із Сьєрра-Леоне була неможливість ротації свіжих солдатів через спалах лихоманки Ебола в Сьєрра-Леоне та навколишньому регіоні. У відповідь Ефіопія запропонувала замінити контингент із Сьєрра-Леоне ефіопським підкріпленням[22].
- Загальна кількість особового складу AMISOM (включаючи озброєний персонал і цивільний персонал), як повідомляється, становила близько 22 126 осіб.
- Вважалося, що перед приєднанням до AMISOM у січні 2014 року Сили оборони Ефіопії мали в країні приблизно 8000 військовослужбовців. [60] Також вважається, що деякі ефіопські війська в Сомалі діють незалежно від AMISOM[23].
- Так само війська Кенії були розгорнуті в Сомалі незалежно до того, як вони потрапили під егіду AMISOM.
- Відомо, що Камерун, Малі, Сенегал і Замбія мають загалом чотирьох співробітників, включених до AMISOM. Однак невідомо, чи це були працівники охорони чи цивільного персоналу[24].
- Крім того, до AMISOM включено невелику кількість поліцейських із Бурунді, Гамбії та Зімбабве.

## Жертви та великі інциденти
За даними SIPRI, 1039 солдатів AMISOM були вбиті в боях з 1 січня 2009 року по 31 грудня 2013 року, з додатковими 69 жертвами в 2014 році (на AMISOM), що довело загальну кількість до 1108 загиблих у 2009—2014 роках.

### Березень 2007 року— лютий 2011 року
За даними медичного закладу AMISOM, 110 угандійських і 95 бурундійських солдатів загинули в березні 2007 — лютому 2011 року в Сомалі. Ще 798 бійців AMISOM отримали поранення. Деякі з найбільш смертоносних інцидентів:
- 22 лютого 2009 року: 11 бурундійських солдатів були вбиті та 15 поранені в результаті подвійного нападу смертника на їхню базу в Могадішо.
- 23—29 липня 2009 року: епідемія лептоспірозу вразила бурундійські та угандійські військові табори в Могадішо, убивши трьох бурундійських і двох угандійських солдатів. Ще 18 бурундійських солдатів помістили на карантин. Близько 50 бурундійських і 17 угандійських солдатів були евакуйовані для лікування в Найробі, Кенія[25][26].
- 17 вересня 2009 року: 17 солдатів було вбито і 29 поранено під час нападу ісламістських повстанців на штаб-квартиру сил Африканського Союзу в Могадішо. Також загинули щонайменше четверо мирних жителів та понад 10 отримали поранення. 12 із загиблих були бурундійськими солдатами, а п'ятеро — угандійцями. Серед загиблих був заступник командувача AMISOM генерал-майор Хувенал Нійонгуруза з Бурунді. Також одним із поранених був командувач AMISOM генерал Натан Мугіша з Уганди[27].
- 23 лютого — 4 березня 2011 року: 53—82 військовослужбовці AU були вбиті в зіткненнях із бійцями Аль-Шабаб під час наступу в Могадішо, 190 інших військовослужбовців AMISOM також були поранені[28]. Крім того, бурундійський військовий потрапив живим у полон до бойовиків[6]. На той час це були найбільші втрати з моменту розгортання AMISOM. Було підтверджено, що 43 із загиблих були бурундійськими солдатами, а 10 — угандійцями[28]. Крім того, 110 поранених були бурундійцями. Крім 43 загиблих під час бойових дій, четверо бурундійських солдатів були оголошені зниклими безвісти[5].

### Березень— грудень 2011 року
- 5 березня: бурундійський солдат отримав поранення внаслідок контрольованого вибуху замінованого автомобіля бойовиків Аль-Шабаб. [259] Сили AMISOM повернули контрольоване повстанцями місто Було Хаво за допомогою сил, лояльних до уряду Сомалі[29][30].
- 17 березня: шість солдатів АС загинули під час важких зіткнень між урядовими військами Сомалі за підтримки AMISOM у Могадішо та бойовиками Аль-Шабаб.
- 12 травня — 11 червня: 12 солдатів АС були вбиті (у тому числі 7 угандійців) і понад 13 отримали поранення під час наступу на ринок Бакаара в Могадішо.
- 29 липня: під час зіткнень у Могадішо загинули четверо угандійських солдатів, п'ятеро отримали поранення. Також було знищено танк AMISOM[31][32][33].
- 1 серпня: щонайменше двоє солдатів AMISOM були вбиті та інші отримали поранення під час нападу смертника на базу AMISOM у Могадішо[34].
- 10 жовтня: один солдат AMISOM загинув і шестеро отримали поранення під час операції на північному сході Могадішо. Після цього колишня макаронна фабрика та критично важливий вузол Ex Control Bal'ad переходять у руки уряду.
- 20 жовтня: щонайменше 70 бурундійських солдатів були вбиті, а їхні тіла знято на відео та виставлено на парад Аль-Шабааб після битви при Дейніле, Могадішо[35]. Невідома кількість солдатів була поранена. У ході бойових дій також було знищено одну броньовану машину АС[36][37].
- 23 жовтня: двоє солдатів АС були поранені, коли терорист-смертник підірвав себе біля колони миротворців АС у Могадішо[38].
- 29 жовтня: бойовики «Аш-Шабаб» напали на комплекс AMISOM, поранивши двох солдатів АС у столиці Сомалі Могадішо[39].
- 25 грудня: Бурундійський військовий загинув від саморобного вибухового пристрою, ще двоє були поранені в Могадішо[40].

### 2012 рік
- 14 січня: Угандійський солдат був убитий сомалійським солдатом у Могадішо. Причини вчинку невідомі[41].
- 20 січня: двоє солдатів АС були поранені під час військового наступу для зміцнення безпеки в Могадішо[42].
- 2 березня: двоє угандійських солдатів отримали поранення під час захоплення міста Масла[43].
- 29 березня: четверо бурундійських солдатів були поранені в бою на районі Дейніле в Могадішо[44].
- 31 липня — 5 серпня: Кенійські солдати пропали безвісти після захоплення Мійдо. Була організована пошуково-рятувальна операція. Ще троє військових отримали поранення[45]. Через два дні трьох солдатів знайшли живими, але доля двох інших залишилася невідомою..[46] Через кілька днів їхні тіла показали на відео, опублікованому повстанцями[47].
- 19 вересня: двоє військовослужбовців AMISOM отримали поранення під час захоплення міста Джанаа Кабдалла, розташованого за 50 км на захід від портового міста Кісмайо в регіоні Нижня Джубба[48].
- 24 жовтня: Четверо угандійських солдатів загинули від вибуху бомби під час просування до Байдоа[49].
- 29 вересня — 3—4 жовтня угандійські солдати були вбиті і семеро поранені в результаті нападу двох терористів-смертників на базу AMISOM в Могадішо[50].
- 19 листопада: щонайменше двоє кенійських солдатів, які входять до складу миротворчих сил Африканського союзу (АС) у Сомалі, були вбиті в Гарісі, базі сил безпеки Кенії, яка бореться з повстанцями в сусідньому Сомалі, повідомив у понеділок речник кенійської армії[51].

### 2014 рік
- 11 березня: щонайменше двоє миротворців AMISOM отримали поранення, коли AMISOM і сомалійські війська просувалися в райони поблизу прибережних міст Бараве та Коріолі[52].
- 18 березня: щонайменше троє діджибутійських солдатів були вбиті під час нападу на готель у місті Було-Бурде[15].
- 5 квітня: під час спільного просування військ AMISOM і Сомалі для звільнення міста Вабхо бойовики Аль-Шабаб заявили, що вбили ефіопських військових з AMISOM, і опублікували в соціальних мережах фотографії, на яких бійці позують над двома невпізнаними тілами в уніформі з нашивками AMISOM, ефіопським шрифтом, шоломи та різну зброю[8].
- 24 травня: троє угандійських миротворців загинули під час нападу тринадцяти бойовиків Аль-Шабаб на парламент Сомалі разом із чотирма сомалійськими солдатами та офіцером поліції. Крім того, четверо угандійців отримали поранення, але їх стан стабільний. Атака почалася з того, що замінований автомобіль в'їхав у вхід до будівлі парламенту, і закінчилася тим, що одинадцять нападників були вбиті, а двоє інших підірвали шахіди[53].
- 26 травня: двоє кенійських солдатів у колоні постачання були вбиті в засідці ймовірно бойовиками Аль-Шабаб поблизу міста Ламу в районі поблизу регіону Рас-Камбоні. Кенійські офіційні особи підтверджують, що ще кілька кенійських солдатів були поранені, а одного бойовика вбито. Там також зазначають, що переслідують нападників, які після засідки втекли[54].
- 13 червня: придорожня бомба, яка була підірвана поблизу міста Було-Бурде, поранила шість солдат AMISOM і Сомалі. Щонайменше троє постраждалих були з контингенту Джибуті, і після нападу їх доставили вертольотом до Могадішо для надання медичної допомоги[55].
- 26 червня: Бойовики Аль-Шабаб почали атаку на місто Було-Бурде, яке було обложене бойовиками та відрізане від доріг після того, як воно перейшло під контроль уряду в березні. Свідки кажуть, що атака тривала тридцять хвилин і почалася, коли бойовики увірвалися на військову базу, розташовану в готельному комплексі, перш ніж були відбиті об'єднаними силами SNA і AMISOM. Угруповання «Аш-Шабаб» взяло на себе відповідальність і заявило про вбивство шістьох солдатів, а командувач АС Ібрагім Алі заявив, що загинули двоє джибутійських миротворців, один цивільний і двоє бойовиків[16].
- 16 серпня: AMISOM у супроводі сил FGS розпочала операцію в Індійському океані проти контрольованих Аль-Шабаб осередків у сільській місцевості[56].
- 25 серпня: Ефіопські війська AMISOM за підтримки урядових сил Сомалі захоплюють Тієглоу у Аль-Шабааб у рамках операції в Індійському океані. Розташований приблизно за 530 км на північний схід від Могадішо вздовж головної дороги, що сполучає Беледуейн і Байдоа, Тієглоу раніше служив базою для групи повстанців. Свідки свідчать, що бійці Аль-Шабаб не чинили опору під час рейду, а відступили до прилеглих лісистих районів. Однак угруповання «Аш-Шабаб» заклало на дорозі вибухові пристрої перед тим, як відступити. За словами AMISOM, успішна військова операція позбавляє повстанське угруповання високої плати за здирництво, яку вона раніше стягувала з транспортних засобів, що рухаються головною дорогою міста. Облога також тепер дає уряду Сомалі повний контроль над провінцією Бакул[57].
- Вересень: Human Rights Watch опублікувала звіт, в якому звинуватила кількох солдат угандійського та бурундійського контингентів AMISOM у сексуальних домаганнях на двох базах місії в Могадішо[58] Африканський союз випустив офіційну заяву, в якій заперечує звинувачення, які він охарактеризував як окремі випадки, пов'язані здебільшого з одним солдатом-ізгоєм. Він також пообіцяв розслідувати звинувачення та вказав, що було запроваджено ряд внутрішніх механізмів для запобігання, пом'якшення та дисциплінарного стягнення будь-яких правопорушень[59].
- 6 вересня: урядові сили Сомалі за підтримки ефіопських військ захопили Ель-Гарас у провінції Галгудуд у Аль-Шабаб. За словами представника сомалійських військових Мохамеда Каріє Робле, село було основною базою для групи повстанців, служачи як плацдармом, з якого вони здійснювали напади, так і місцем зберігання припасів[60].
- 12 вересня: Сили AMISOM Уганди та Кенії проводять операції безпеки в Лагта Берта в Нижній Джубі, де Аль-Шабаб створив дві бази після звільнення Бараве. Під час рейду угруповання бойовиків зазнає значних лбдських втрат, у тому числі іноземних повстанців, а також кілька її бійців поранено. Атака знищила схованку Аль-Шабаб[61].
- 13 вересня: Урядові сили Сомалі та війська AMISOM звільняють села Аборей, Мококорі, Ясуман і Муусе-гел в районі Булобарте від Аль-Шабаб. Бойовики не чинять опору[62]. Крім того, урядові сили Сомалі та війська AMISOM захоплюють у Аль-Шабаб села Абуто-Баррі, Сіл-Шіл, Карраале та Каавада в районі Ель-Бур провінції Галгудуд[62].
- 18 грудня: Сьєрра-леонський контингент (850 військовослужбовців) залишає AMISOM і не замінюється. Основною причиною їх від'їзду є спалах лихоманки Ебола в їхній країні. Під час перебування в Сомалі війська Сьєрра-Леоне втратили 1 загиблого та 6 поранених. Вони базувалися в Кісмайо[17]. У відповідь Ефіопія запропонувала замінити контингент із Сьєр-Леона ефіопським підкріпленням[22]
- 26 грудня 2014 року: вісім бойовиків Аль-Шабаб, одягнених у сомалійську форму, здійснили атаку на базу AMISOM поблизу міжнародного аеропорту Могадішо, де також розташовано офіс ООН і кілька посольств. Усі бойовики були знищені, п'ять миротворців AMISOM і один іноземний контрактник були вбиті.[63].

### Звіт про сексуальне насильство
Розслідування Human Rights Watch виявило докази сексуальної експлуатації жінок.
Підтримувані Заходом війська Африканського союзу в Сомалі групово ґвалтували жінок і дівчат віком від 12 років і обмінювали продовольчу допомогу на секс, заявила Human Rights Watch.
Розслідування виявило докази сексуальної експлуатації жінок, які шукали ліки для хворих немовлят на, як вони припускали, безпечних військових базах АС.
Human Rights Watch задокументувала випадки в 71-сторінковій доповіді, опублікованій 8 вересня 2014 року, з рекомендаціями для Африканського Союзу, ООН, уряду Сомалі та донорам AMISOM ООН, ЄС, Великій Британії та США, Африканський союз відкинув заяви Human Rights Watch як поодинокі випадки.

### 2015 рік
- 21 березня: Сили Національної армії Сомалі та війська AMISOM розпочинають зачистку району Було-Бурде, щоб зняти блокаду Аль-Шабаб у цьому районі. У Беледвейне розпочинається зачистка, під час якої об'єднані сили вибивають бойовиків з населених пунктів по обидві сторони магістральної дороги, що веде до райцентру. Втрати включають близько п'яти військовослужбовців SNA та одного солдата AMISOM. Місцеві чиновники не дають заяв до прибуття в Було-Бурде[67].
- 19 квітня: повстанці Аль-Шабаб атакують війська кенійської AMISOM у південному районі Дельбіо в Сомалі. Повідомляється, що повстанці стріляли по машині кенійських солдатів, після чого почалася перестрілка. Загиблі AMISOM — три загиблих військовослужбовці. Офіційні особи вказують, що вісім поранених солдатів AMISOM також транспортуються до Найробі для лікування. Повідомляється, що бойовики відступили у ліс[68]. Аль-Шабаб також атакує війська AMISOM, зо розташовані між Лего та Беледвейне. За словами полковника AMISOM Пола Ньюгуни, троє солдатів загинули в результаті сутички. Він додає, що Національна армія Сомалі та AMISOM намагаються звільнити території, які залишилися під контролем повстанців, а Аль-Шабаб перебуває у набагато слабшому стані, ніж лише два роки тому[69].
- 26 червня 2015 року: повідомляється, що щонайменше 50 бурундійських солдатів (з потенційною кількістю понад 70) були вбиті під час нападу на їх базу з боку «Аш-Шабаб». Напад стався в Ліго поблизу столиці Могадішо. Зазначається, що AMISOM готувалася до наступу в регіоні, тоді як Аль-Шабаб стягував підкріплення для протидії[70].
- 1 вересня 2015 року: від 20 до 50 миротворців AMISOM загинули після того, як бойовики «Аш-Шабаб» захопили базу Джанале за 90 км на південний схід від столиці.[71] Після бомбардування мосту, щоб усунути потенційний шлях відходу, і пробиття воріт замінованим автомобілем, бойовики «Аш-Шабаб» змогли увійти та захопити базу. [304] Повідомлялося, що миротворці AMISOM вийшли. Пограбувавши базу озброєння, бойовики відступили, і було помічено, що війська AMISOM повертають цей район. Також надходили повідомлення про захоплення військовослужбовців під час штурму[72].

### 2016 рік
- 15 січня: базу кенійської роти в Ель-Адді, укомплектовану загоном із 9 батальйонів кенійських стрілецьких військ, захопили Аль-Шабаб. Кілька солдатів були захоплені в полон, у тому числі рядовий Леонард Менджі, який пізніше був убитий терористичною групою в серпні 2017 року. Звіти про втрати серед загону KDF були плутаними, але пізніший звіт припускав, що близько 150 кенійських солдатів загинули під час атаки, деякі з їхніх тіл були знищені — їх терористи публічно тягнули вулицями прилеглих міст[73][74][75].
- 19 березня: двоє кенійських солдатів були вбиті та ще п'ятеро отримали поранення, коли їхній конвой потрапив у засідку терористів у Нижній Джубі. Повідомляється, що під час бою загинув 21 бойовик «Аш-Шабаб»[76].
- аш-Шабаб втратив кількох своїх лідерів під час авіаударів США у травні 2016 року[77][78].
- бойовики Аль-Шабаб атакували базу AMISOM у червні 2016 року[79].
- У листопаді 26-річний лейтенант Дедан Каріті Каруті з 17 стрілецького батальйону Кенія був убитий, коли автомобіль, у якому він їхав, потрапив під саморобний вибуховий пристрій на дорозі Варей–Ельвак[80].

### 2017 рік
- У січні «Аш-Шабаб» оприлюднив відео, на якому показано вбивство угандійського солдата, рядового М. Й. Масаси, який був захоплений у вересні 2015 року, коли «Аш- Шабаб» захопила базу AMISOM у Джанаалі[81][82].
- 2 січня: два заміновані шахідомобіля вибухнули на контрольно-пропускному пункті поблизу аеропорту та готелю[83].
- 4 січня: троє солдатів ООН були поранені внаслідок вибуху біля їхньої штаб-квартири в Могадішо[83].
- 24 січня: в результаті нападу на готель у Могадішо загинули 28 людей.
- 25 січня: щонайменше 25 людей загинули під час нападу бойовиків Аш-Шабаб на будівлю парламенту Сомалі. Під час нападу використовувалися два шахідомобіля[83].
- 27 січня: кенійська база поблизу міста Кульбійо в регіоні Нижня Джуба була атакована Аль-Шабаб. Згідно з деякими повідомленнями, база, укомплектована членами 15 батальйону Kenya Rifles, була захоплена, і до 50 кенійців було вбито. Кенійські звіти повідомляють, що база була успішно захищена, і кількість загиблих досягла дев'яти[84][85][86].
- 2 лютого: мирний житель отримав поранення внаслідок вибуху замінованого автомобіля біля його будинку[83].
- 19 лютого: на ринку в Могадішо вибухнув замінований автомобіль, убивши щонайменше 30 людей[83].
- 27 лютого: кілька солдатів Національної армії Сомалі (SNA) були поранені в результаті вибуху замінованого автомобіля[83].
- 28 лютого: урядовець Сомалі був убитий, коли вибухнув СВУ, встановлений під сидінням водія його автомобіля[83].
- 2 березня було оголошено, що щонайменше 57 бойовиків «Аш-Шабаб» були вбиті під час нападу сил оборони Кенії. Повідомляється, що речник KDF сказав: «Солдати KDF, які діють під командуванням AMISOM, вступили в бій з бойовиками Аль-Шебааб у місці за 31 км на північний захід від Афмадоу, неподалік від центру Субоу, використовуючи артилерійський вогонь і підтримуваний бойовими вертольотами»[87].
- 12 березня сомалійський журналіст пережив спробу вбивства після вибуху СВУ, встановленого на його машині[83].
- 13 березня сомалійська військова база в Могадішо стала мішенню вибуху замінованого автомобіля, убивши трьох і поранивши п'ятьох[83].
- 13 березня: від вибуху у популярному готелі, шестеро людей загинули[83].
- 21 березня: десять людей загинули та ще 12 отримали поранення внаслідок вибуху замінованого автомобіля на контрольно-пропускному пункті[83].
- 24 березня: замінований автомобіль був націлений на популярну кав'ярню та готель поблизу президентського палацу[83].
- 27 березня: було оголошено, що під час рейдів KDF на двох базах було вбито 31 бойовика Аль-Шабаб[88].
- 5 квітня: вісім людей загинули біля штаб-квартири Міністерства молоді та спорту внаслідок вибуху автомобіля[83].
- 9 квітня: терорист-смертник в автомобілі невдало націлився на нового командувача СНА генерала Мохамеда Ахмеда Джимале, коли його колона залишала військову базу в Могадішо[89]. Під час нападу було вбито 15 солдатів СНА, у тому числі кількох високопоставлених офіцерів, ще 20 осіб було поранено[83].
- 10 квітня: кенійські джерела оголосили, що 15 бойовиків Аль-Шабаб були вбиті, коли їхній табір за 4 км на захід від Катамаа та приблизно за 104 км від Ель-Вака був обстріляний, а потім атакований[90].
- 19 квітня: джибутійський солдат був убитий членом SNA після сварки в місті Була-Бурте, регіон Хііран[91].
- 7 травня: співробітник сомалійської розвідки пережив спробу вбивства після вибуху СВУ, встановленого на його машині, на вулиці Мака аль-Мукарама, Могадішо[83].
- 8 травня: кав'ярня на вулиці Мака аль-Мукарама, Могадішо, було підірвано замінованим автомобілем, убивши п'ятьох і ще десятьох поранених[83].
- 15 травня: поліція перехопила і згодом знищила замінований автомобіль, призначений для вибуху біля Національного театру.
- 17 травня: замінований автомобіль був перехоплений, але пізніше випадково вибухнув, убивши трьох і поранивши ще двох[83].
- 24 травня: вісім людей загинули та ще 15 отримали поранення внаслідок вибуху замінованого автомобіля на блокпосту поліції[83].
- 14 червня: одинадцять людей загинули в результаті нападу смертника Аль-Шабааб на автомобіль біля ресторану та готелю в Могадішо[83].
- 20 червня: шість людей загинули внаслідок вибуху замінованого автомобіля біля офісу місцевої влади в районі Вадагір у Могадішо[83].
- 22 червня: поліцейська дільниця на вулиці Мака аль-Мукарама в Могадішо стала мішенню для замінованого автомобіля[83].
- 19 липня: біля штаб-квартири Міністерства молоді та спорту вибухнув замінований автомобіль, поранивши одного співробітника сомалійської розвідки[83].
- 30 липня: п'ятеро солдатів загинули в результаті вибуху замінованого автомобіля біля контрольно-пропускного пункту на вулиці Мака аль-Мукарама[83].
- 30 липня: спільний конвой SNA/Уганди потрапив у засідку в Горіовеїні в регіоні Нижня Шабель, приблизно за 140 км на південний захід від Могадішо, коли вони патрулювали дорогу Могадішо-Бараве, головний шлях постачання передових баз. Повідомлення про втрати були різними, але Уганда визнала, що втратила 12 солдатів і ще семеро були поранені під час нападу[92].
- 31 липня: співробітник сомалійської розвідки став мішенню для саморобного вибухового пристрою, прикріпленого до його автомобіля. Чиновник і двоє цивільних отримали поранення[83].
- У серпні Аль-Шабаб оприлюднив відео, на якому показано вбивство кенійського солдата Леонарда Менджі, який був захоплений у січні 2016 року, коли кенійська база в Ель-Адді була захоплена Аль-Шабаб[93].
- 4 серпня: четверо людей загинули та шестеро отримали поранення внаслідок вибуху замінованого автомобіля в готелі The Ambassador на вулиці Мака аль-Мукарама[83].
- 10 серпня: терорист-смертник був зупинений на контрольно-пропускному пункті на вулиці Мака аль-Мукарама. Терористу вдалося втекти, але пізніше бомба здетонувала, убивши одного мирного жителя та поранивши ще трьох[83].
- 14 серпня: СВУ, встановлений під таксі, убив щонайменше одну людину біля готелю Jazeera Palace[83].
- 27 серпня: на вулиці Мака аль-Мукарама вибухнув замінований автомобіль, поранивши двох людей[83].
- 11 вересня: біля кав'рні та готелю на вулиці Мака аль-Мукарама вибухнув замінований автомобіль, убив одну людину та поранив ще чотирьох[83].
- 20 вересня: в Могадішо було вбито співробітника сомалійської розвідки, коли в його машині вибухнула бомба[83].
- 24 вересня: озброєні люди вбили сомалійського генерала Абдуллахі Мохамеда Шейха Куруруха та його охоронця в Могадішо[94].
- 28 вересня: біля ресторану вибухнув замінований автомобіль, загинули семеро людей[83].
- 29 вересня: сомалійські джерела повідомили про 30 людей — 12 солдатів і 18 повстанців — убитих під час нападу Аль-Шебааб на базу СНА в Баріре, за 47 км на південний захід від Могадішо. Джерела «Аль-Шебааб» повідомили про 30 убитих урядових військових і захоплення ними 11 машин[95].
- 14 жовтня: на жвавому роздоріжжі в Могадішо спрацював потужний вибуховий пристрій, вбитий щонайменше 300 людей. Незважаючи на те, що «Аш-Шабаб» не взяла на себе відповідальність за цей напад, багато хто вважав, що це справа рук терористичного угруповання[83].
- Повідомлялося, що 25 жовтня угандійський солдат і двоє мирних жителів були вбиті повстанцями «Аль-Шебааб» у засідці на околиці Могадішо, в результаті якої також загинуло четверо терористів[96].
- 28 жовтня: п'ятеро терористів угруповання «Аш-Шабаб» підірвали замінований автомобіль біля готелю в Могадішо, а потім напали на будівлю та вбили мирних жителів. До 23 людей було вбито разом із двома терористами, перш ніж сомалійські сили безпеки змогли припинити атаку. Троє вцілілих терористів були захоплені[97]. Другий замінований автомобіль смертника підірвався біля колишнього будинку парламенту[83].

### 2018 рік
- 23 лютого: внаслідок подвійних вибухів замінованих автомобілів у Могадішо загинули щонайменше 38 людей. Ціллю першої бомби був президентський палац «Вілла Сомалі», а ціллю другої бомби був готель[98].
- 23 лютого: угандійські солдати застрелили трьох військовослужбовців Національної армії Сомалі (SNA) у Могадішо після того, як сомалійці, ймовірно, обстріляли колону угандійських автомобілів[99].
- 1 березня двоє солдатів були вбиті та ще п'ятеро людей отримали поранення в результаті нападу терориста-смертника «Аль-Шебааб» на замінованоиу автомобілі, на контрольно-пропускний пункт за 15 км від Могадішо[100].
- Повідомлялося, що 2 березня п'ятьох бурундійських солдатів було вбито іх засідки бойовиків Аль-Шебааб на військовий конвой поблизу Балада, за 30 км на північ від Могадішо. Того ж дня внаслідок нападу терориста-смертника на базу СНА в Афгоє та подальшої атаки із СВУ загинули п'ятеро співробітників СНА та терорист-смертник.[100]
- 2 квітня: «Аль-Шебааб» здійснив скоординовані атаки на три угандійські бази в Коріолі, Бууло-Марірі та Голвейні. За попередніми даними, було вбито 36 бойовиків «Аш-Шабааб», четверо угандійських солдатів загинули та шестеро отримали поранення[101]. Наступні звіти з Уганди надали суперечливі відомості про їхні втрати, але, ймовірно, шестеро угандійців загинули.
- 11 квітня: збройні сили США знищили саморобний вибуховий пристрій (VBIED), встановлений на транспортному засобі Shebaab, поблизу Jana Cabdalle, приблизно за 50 км на північний захід від Кісмайо. Повідомляється, що це був дванадцятий авіаудар американських військ у Сомалі протягом 2018 року[102].
- 12 квітня: Аль-Шабаб підірвав бомбу на футбольному стадіоні в Бараве, убивши щонайменше п'ятьох людей[102].
- Повідомлялося, що рано вранці 24 квітня повстанці напали на бурундійську базу в районі Арбаов, поблизу Елаша Біяхавас на околиці Могадішо[103].
- Повідомлялося, що 25 квітня конвой UPDF в районі Ель-Варегов, неподалік від портового міста Мерка, став мішенню СВУ на узбіччі дороги, після чого повстанці атакували[104].
- 9 травня: у місті Ванлавейн, приблизно за 90 км на північний захід від Могадішо, придорожня бомба вбила щонайменше п'ятьох людей[105]. Інші звіти приписують вибух терористу-смертнику, націленому на ринок кат, і кажуть, що одинадцять мирних жителів були вбиті[106].
- 10 травня: під час другого вибуху у Ванлавейні загинули семеро сомалійських солдатів і ще двоє отримали поранення, коли в автомобіль, у якому вони їхали, потрапила вибухова бомба[105]. У списку втрат також повідомляється про десять вбитих солдатів[107].
- 12 травня: внаслідок бойових дій у селі Халфолі, поблизу міста Джалалаксі в регіоні Хіран, між сомалійськими солдатами та жителями села проти рекетирів Аль-Шебааб загинуло 13 повстанців[106].
- Також 12 травня в результаті вибуху бомби на ринку в районі Буломарер загинули четверо мирних жителів і п'ятьох було поранено[106].
- Повідомлялося, що 31 травня авіаудар США за 50 км на південний захід від Могадішо вбив 12 повстанців Аль-Шебааб. Зазначається, що це був п'ятнадцятий авіаудар США по Сомалі протягом 2018 року[108].
- 2 червня сили США завдали шістнадцятого авіаудару в Сомалі за 2018 рік. Повідомляється, що під час удару поблизу міста Босасо в Пунтленді було вбито 27 «терористів»[109][110]. Хоча справжній успіх цього та інших ударів з повітря/безпілотників США в Сомалі, мабуть, залишається під сумнівом, оскільки, здається, подальших дій на землі не було, і тому не було знайдено жодних тіл противника чи окремого персоналу противника; полонених не взято; немає документів, захоплених; зброї чи техніки не виявлено.
- 8 червня повідомлялося про бої між силами Національної армії Сомалі та Аль-Шебааб, коли повстанці напали на місто Ель-Вак, що, як вважають, було продовженням посилених атак під час Рамадану[111].
- 8 червня на ринку в Афгоє було вбито сомалійського солдата[112].
- Під час атак аль-Шебааб 8 і 9 червня на спільну сомалійсько-кенійсько-американську базу за 2 км на північ від міста Сангуні загинули солдат спецназу США та двоє сомалійських солдатів, ще четверо американських військовослужбовців отримали поранення. Повідомляється, що база була покинута[113][114].
- 11 червня щонайменше п'ятеро сомалійських солдатів були вбиті і ще троє отримали поранення під час атаки повстанців поблизу Тіда, за 30 км на північ від Худдура в регіоні Бакул[115].
- 1 липня внаслідок мінометного обстрілу бази AMISOM у передмісті Халане, штат Могадіхсу, загинули п'ятеро людей і ще десять отримали поранення[116].
- 7 липня два теракти смертників, а потім спроба штурму міністерства внутрішніх справ Сомалі в Могадішо призвели до загибелі щонайменше 10 людей і ще 20 поранених[117].
- 13—14 липня Аль-Шебааб напав на резиденцію комісара поліції в Байдоа, убивши трьох солдатів і поранивши чотирьох[118].
- 14 липня в Могадішо було підірвано два заміновані автомобілі, спрямовані проти будівлі президентського палацу[117].
- 23 липня сомалійські сили відбили атаку повстанців на одну зі своїх баз поблизу Бар-Сангуні, регіон Нижня Джуба, убивши 87 повстанців і втративши шістьох своїх солдатів. Аль-Шебааб стверджував — з деякими підтверджуючими фотографічними доказами — що захопив базу та вбив 27 урядових військових[119][120].
- 27 серпня збройні сили США знищили трьох терористів під час авіаудару за 40 км на південний захід від Могадішо. Очевидно, це був 21-й авіаудар американських сил по Аль-Шебааб протягом 2018 року[121].
- 11 вересня Аль-Шабаб напав на урядові сили в селі Мубараак, приблизно за 60 км на захід від Могадішо, убивши одного вояка урядових військ[122].
- 21 вересня Аль-Шебааб атакував урядові сили за 50 км на південний захід від Могадішо. У відповідь американські війська завдали авіаударів, які, як повідомляється, убили 18 повстанців. Зазначається, що ще двоє повстанців були вбиті урядовими військами, що оборонялися[122].
- 1 жовтня американські війська вбили дев'ятьох повстанців і одного поранили під час авіаудару приблизно за 40 км на північний схід від Кісмайо. Зазначається, що авіаудар був нанесений у відповідь на атаку повстанців на урядові сили.
- 1 жовтня терорист-смертник в'їхав автомобілем у військовий конвой ЄС (Італії) біля військової бази Джаалле Сіяд у районі Ходан у Могадішо, убивши двох цивільних і поранивши ще чотирьох[123].
- 13 жовтня двоє терористів-смертників підірвали вибухові пристрої в місті Байдоа, убивши 15 мирних жителів[124].
- 14 жовтня біля Араари сталася третя атака «Аш-Шебааб» на урядові сили Сомалі трохи більше ніж за місяць, що спричинило авіаудар США у відповідь. В результаті авіаудару було вбито чотирьох терористів[125].

### 2021 рік
- 11 грудня 2021 року «Аш-Шабаб» взяла на себе відповідальність за напад із саморобних вибухових пристроїв на миротворців АС, під час якого загинули четверо бурундійських солдатів поблизу міст Бууран і Махадей у регіоні Середній Шабель[126].

### 2022 рік
14-річна місія AMISOM завершилася в березні 2022 року, і її замінила операція під проводом Сомалі — Перехідна місія Африканського Союзу в Сомалі (ATMIS).